# Kapitolina Serjogina
Kapitolina Serjogina (russisch Капитолина Серёгина, wiss. Transliteration Kapitolina Serëgina; * 17. Januar 1942 in Pawlowsk) ist eine ehemalige sowjetische Eisschnellläuferin.

## Werdegang
Serjogina, die für den Burevestnik Leningrad startete, nahm von 1960 bis 1974 an nationalen Rennen teil und erreichte dabei im Jahr 1971 mit dem dritten Platz im Mini-Mehrkampf ihr bestes Ergebnis bei sowjetischen Meisterschaften. International wurde sie in der Saison 1969/70 Zweite beim Dynamo Cup in Berlin im Mini-Mehrkampf und gewann bei der Winter-Universiade 1970 in Rovaniemi die Goldmedaille über 3000 m. Zudem errang sie dort über 500 m, 1000 m und 1500 m jeweils den vierten Platz. In der Saison 1970/71 lief sie bei der Mehrkampfweltmeisterschaft 1971 in Helsinki auf den achten Platz und holte bei der Mehrkampfeuropameisterschaft 1971 in Leningrad die Bronzemedaille im Mini-Mehrkampf. Außerdem errang sie beim Dynamo Cup in Berlin erneut den zweiten Platz im Mini-Mehrkampf. Nach Platz sieben im Mini-Mehrkampf bei der Mehrkampfeuropameisterschaft 1972 in Inzell zu Beginn der Saison 1971/72, kam sie bei den Olympischen Winterspielen 1972 in Sapporo auf den neunten Platz über 1500 m und auf den sechsten Rang über 3000 m. Letztmals international startete sie bei der Mehrkampfweltmeisterschaft 1972 in Heerenveen, wo sie den achten Platz im Mini-Mehrkampf errang.

## Erfolge

### Olympische Spiele
- 1972 Sapporo: 6. Platz 3000 m, 9. Platz 1500 m

### Mehrkampf-Weltmeisterschaften
- 1971 Helsinki: 8. Platz Mini-Mehrkampf
- 1972 Heerenveen: 8. Platz Mini-Mehrkampf

### Mehrkampf-Europameisterschaften
- 1971 Leningrad: 3. Platz Mini-Mehrkampf
- 1972 Inzell: 7. Platz Mini-Mehrkampf

## Persönliche Bestzeiten
| Disziplin | Zeit        | Datum           | Ort    |
| --------- | ----------- | --------------- | ------ |
| 500 m     | 45,27 s     | 24. Januar 1970 | Almaty |
| 1000 m    | 1:30,83 min | 15. Januar 1972 | Inzell |
| 1500 m    | 2:17,83 min | 15. Januar 1972 | Inzell |
| 3000 m    | 4:50,34 min | 11. Januar 1975 | Almaty |